# Individual Choice
Individual Choice è un album in studio del musicista francese Jean-Luc Ponty, pubblicato nel 1983.

## Tracce
1. Computer Incantations for World Peace – 5:41
2. Far from the Beaten Paths – 5:59
3. In Spiritual Love – 7:01
4. Eulogy to Oscar Romero – 2:32
5. Nostalgia – 5:02
6. Individual Choice – 4:56
7. In Spite of All – 5:55